# Löllinghausen
Löllinghausen ist ein Ortsteil von Meschede. Der Ort liegt etwa zwei Kilometer nordöstlich von Remblinghausen in einer Höhe von 330 m ü. NHN. In Löllinghausen wohnen 80 Einwohner.

## Kapelle
In einer flachen Talmulde der „Kleinen Henne“ steht die Kapelle, die der Hl. Agatha geweiht ist. Die Kapelle ist etwa um 1820 erbaut worden. Von außen sieht sie aus wie viele kleine Kapellen im Sauerland. Von innen ist man jedoch beeindruckt von der Farbenpracht und von der Raumgestaltung.

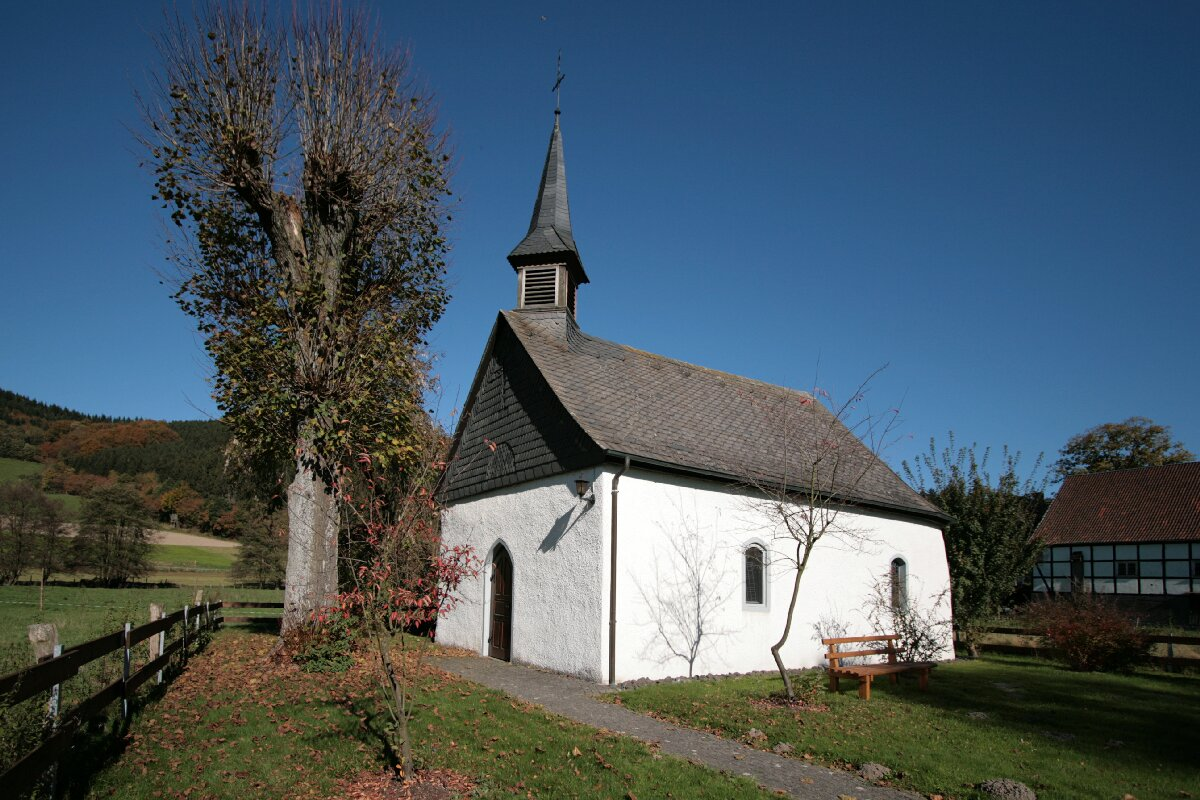
Außenansicht der Kapelle
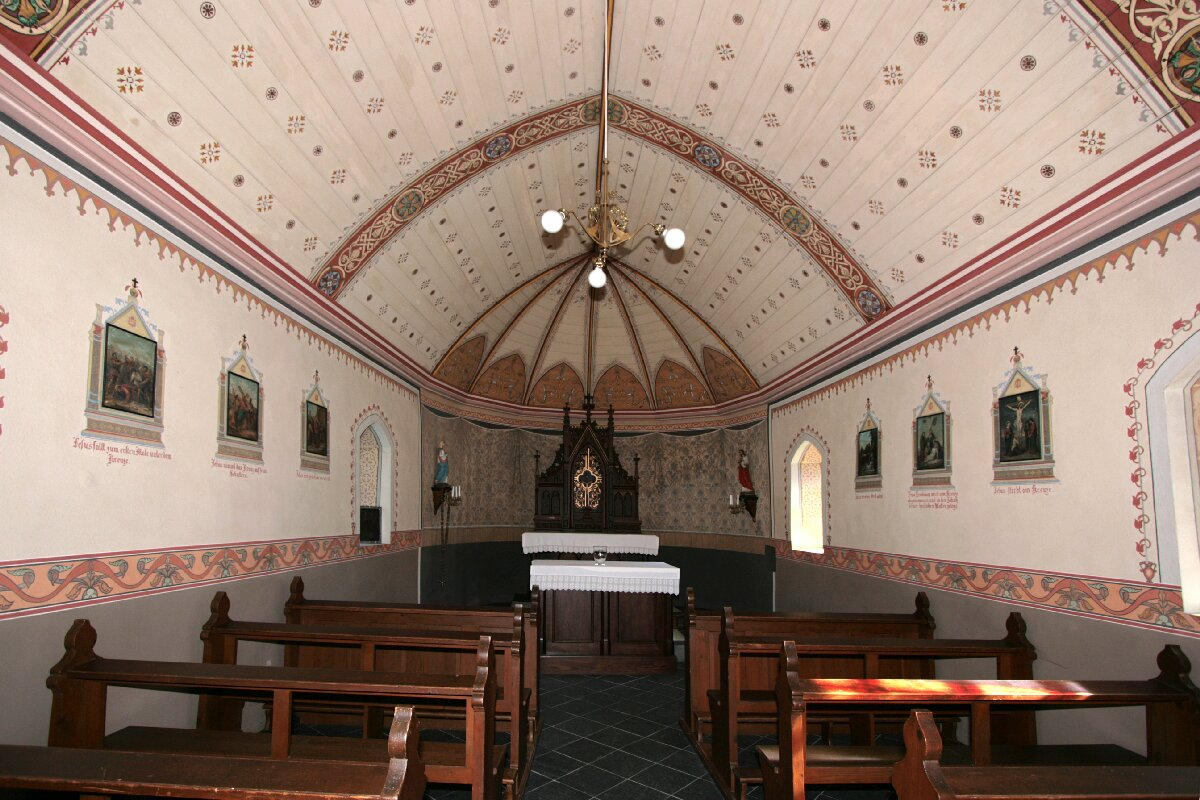
Innenansicht der Kapelle in Löllinghausen
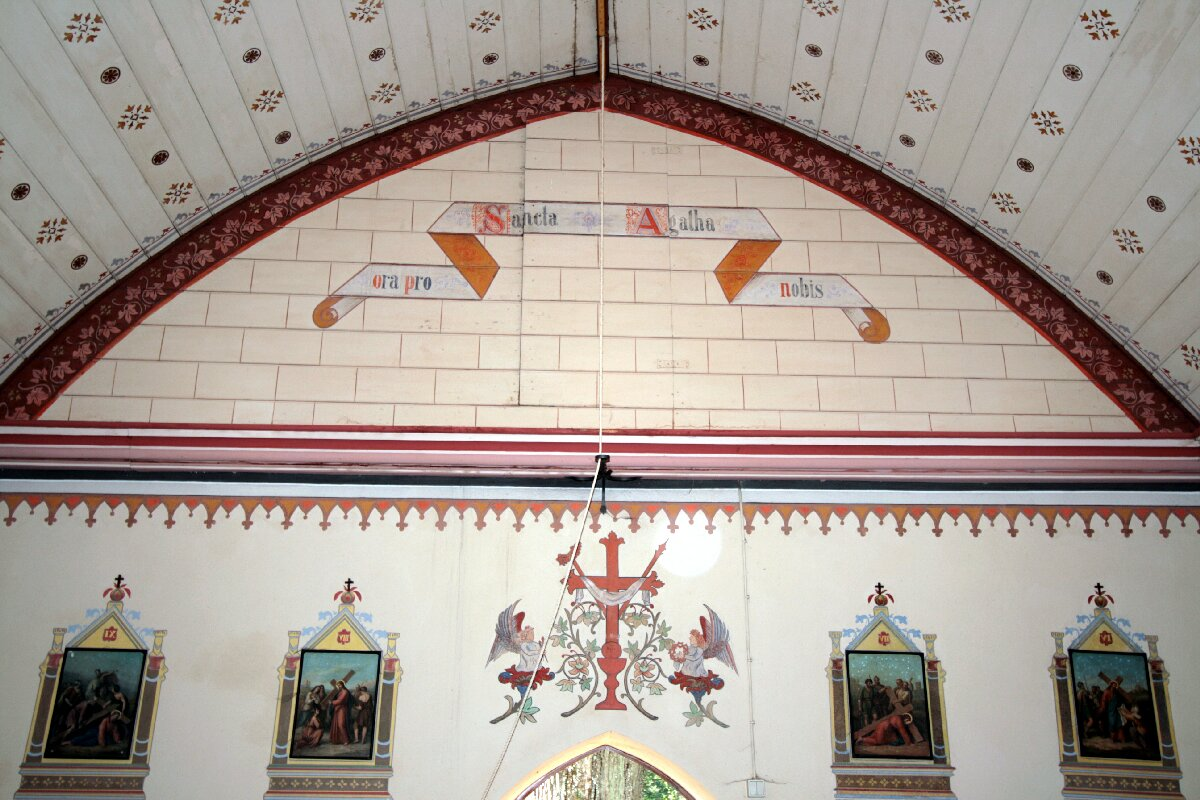
Ausmalung der Kapelle über dem Eingang